# Šašová
Šašová est un village de Slovaquie situé dans la région de Prešov.

## Histoire
Première mention écrite du village en 1352.

## Démographie

### Évolution de la population
| Année:               | 1994. | 2004.    | 2014.   | 2024.   |
| -------------------- | ----- | -------- | ------- | ------- |
| Nombre de personnes: | 176   | 158      | 150     | 158     |
| Différence:          |       | -10,22 % | -5,06 % | +5,33 % |

| Année:               | 2023. | 2024.   |
| -------------------- | ----- | ------- |
| Nombre de personnes: | 159   | 158     |
| Différence:          |       | -0,62 % |